# Гудсблом, Йохан
Йохан (Йоп) Гудсблом (Johan (Joop) Goudsblom; 11 октября 1932[…], Берген, Северная Голландия — 17 марта 2020, Амстердам) — нидерландский социолог, эмерит-профессор Амстердамского университета, с которым была связана почти вся его жизнь, член Нидерландской королевской академии наук. Занимался изучением долгосрочных социальных процессов. Развивал теорию цивилизационных процессов Норберта Элиаса, стремясь расширить сферу исследования от сосредоточения внимания на европейских событиях со времен средневековья — до истории человечества в целом. Автор книги «Огонь и цивилизация» (1992). В поздних 1960-х и в 1970-х годах вокруг него сформировалась амстердамская школа Figurational sociology (самое последнее что называют не очень удачным именованием).

## Биография
Родился в Северной Голландии; был единственным ребенком в семье школьного учителя; его мать умерла, когда Йоп был студентом университета. Пережил оккупацию Нидерландов в военное время и голодную зиму 1944-5 гг.
Окончив школу, проведет год в Уэслианском университете (штат Коннектикут). Затем в 1951 начал изучать социальные науки в Амстердамском университете, с которым останется связан до конца своих дней. В студенческие годы являлся редактором Propria Cures, тогда же подружился с Renate Rubinstein и Aad Nuis. В те же годы глубокое и неизгладимое впечатление на него произведет Über den Prozess der Zivilisation (1939) Норберта Элиаса. Гудсблом встретится с ним на World Congress of Sociology в 1956 году в Амстердаме и с тех пор между ними завязалась тесная связь.
В 1960 Гудсблом защитил докторскую, опубликованную в том же году под заглавием Nihilisme en Cultuur и посвященную исследованию нигилизма в западной культуре. Некоторое влияние тогда на Гудсблома также оказал доминировавший в то время социологический теоретик Толкотт Парсонс. Перевод диссертации Гудсблома на английский язык, Nihilism and Culture, появится в 1980 году, однако его первая книга на английском языке, Dutch Society, выйдет ранее, в 1967 году.
В 1961 он стал ассистент-профессором социологии, а в 1968 году получил звание профессора (hoogleraar) и являлся профессором социологии в Амстердамском университете до своей отставки в 1997 году. Курировал 29 докторских диссертаций.
С его подачи Норберта Элиаса, которого указывают главным наставником Гудсблома с конца 1960-х годов, пригласят в Амстердам в качестве приглашенного профессора (что станет всего лишь вторым разом, когда Элиас был приглашенным профессором в Европу; первый был — в Университет Мюнстера). С тех пор Элиас стал частым гостем в Амстердаме и в конце концов в 1977 году поселится там.
С начала 1980-х годов Гудсблом работал над книгой «Огонь и цивилизация», вышедшей в 1992 и прохладно встреченной специалистами по человеческой эволюции.
Он состоял в долговременной переписке с Уильямом Макниллом. Соавторами Гудсблома были Eric Jones (economic historian) и Stephen Mennell, последний называл его своим «самым важным интеллектуальным наставником».
Автор Balans van de sociologie (1973?4; англ. пер. Sociology in the Balance, 1977). Соредактор, совм. с Hermann Korte и Peter Gleichmann, фестшрифта Human Figurations к 80-летию Элиаса (1977).
В его честь в марте 2022 года в Амстердаме прошла международная конференция, посвященная проблематике долгосрочных социальных процессов.
Женился в 1958, в 2009 овдовел; двое детей (1964 и 1967 гг. р.).